# Ferdinand Max Georgi

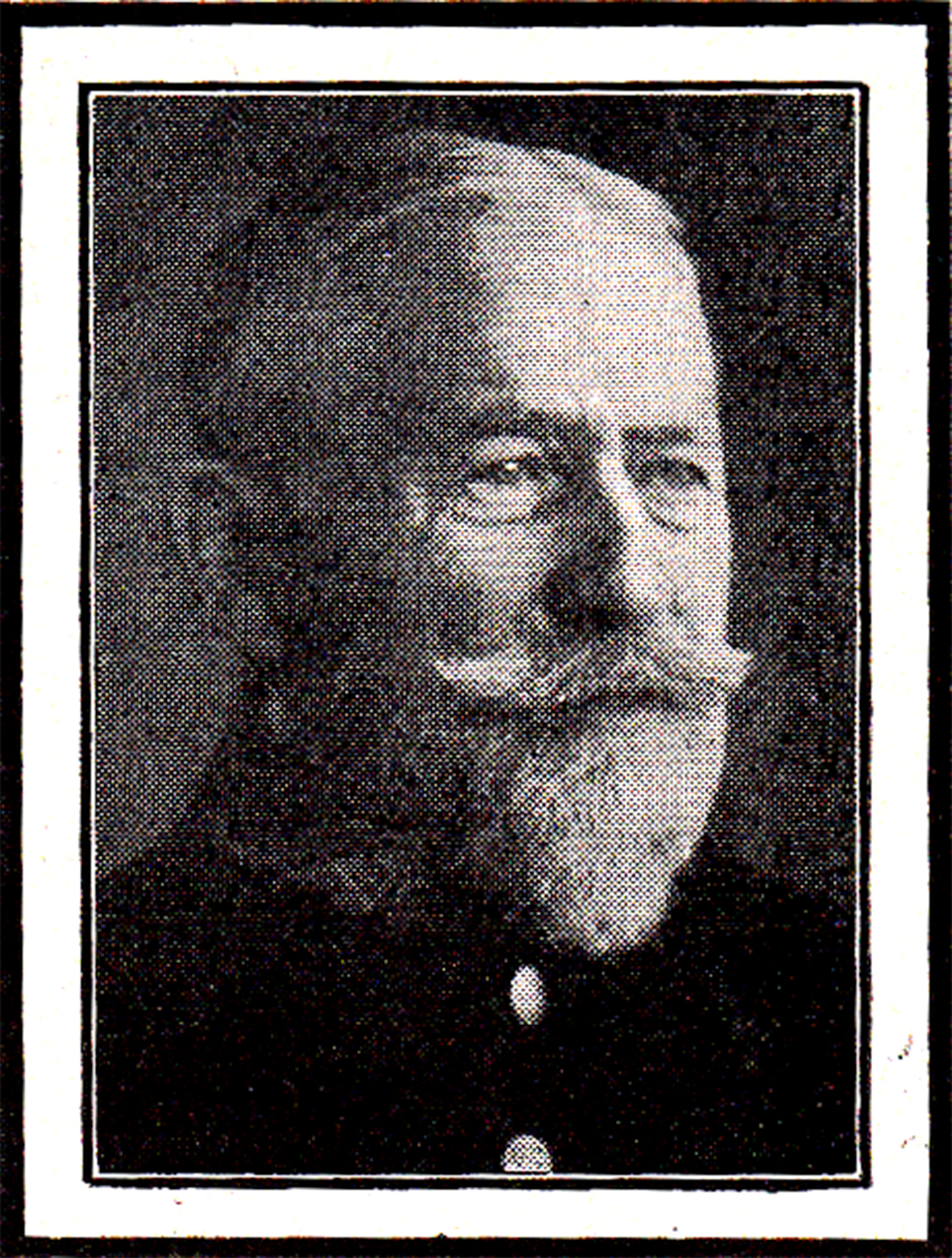
F. M. Georgi

Ferdinand Max Georgi (* 1. April 1854 in Grimma; † 26. Februar 1940 in Dresden) war Geheimer Bergrat, Bergbaupionier und Direktor des Königlichen Steinkohlenwerks Zauckerode.

## Leben
Max Ferdinand Georgi wurde am 1. April 1854 in Grimma, als Sohn des Garnisonverwaltungs-Oberinspektors Wilhelm Ferdinand Georgi und dessen Ehefrau Henriette Ernestine geb. Ziegenbalg, geboren. Seit seinem 10. Lebensjahr besuchte er das Gymnasium in Grimma und ab 1866 die Kreuzschule in Dresden, wohin sein Vater versetzt worden war. Bereits 1868 wechselte er an die Fürstenschule zurück nach Grimma. In Unterprima verließ Georgi 1872 die Fürstenschule und nahm Unterricht an der Baugewerkenschule Zittau. Nach Bestehen der Aufnahmeprüfung, begann er Ostern 1873 ein hüttenmännisches Studium an der Bergakademie Freiberg und gewann in Professor Clemens Winkler einen guten Freund. Da die Aufstiegschancen in den Hüttenwerken schlecht waren, legte er auf Anraten von Professor Albin Weisbach noch das Examen als Bergingenieur ab. Im Dezember 1877 bestand er die Prüfungen als Bergingenieur und Markscheider. Auf dem anschließenden Arbeitskurs auf den Tiefbauschächten des Erzgebirgischen Steinkohlenvereins Zwickau eignete er sich Kenntnisse im Abteufen von Schächten an. Bereits während dieses Kurses erhielt Georgi die Berufung an das Königliche Steinkohlenwerk Zauckerode. Doch noch vor Antritt bekam er durch das ihm vom Bergamt verliehene Glückauf-Stipendium die Möglichkeit, einige Wochen den Steinkohlenbergbau der preußischen Staatsgruben in Saarbrücken zu studieren. Im August 1878 trat er in Zauckerode als Steiger an und übernahm die Beaufsichtigung eines Querschlagbetriebes im Porphyrit, bei dem erstmals die hydraulische Bohrmaschine nach Brandt Verwendung fand. Georgi wurde bald zum Obersteiger befördert und am 1. Juli 1879 als Bergverwalter in den Staatsdienst übernommen. Am 14. August 1879 heiratete er Margarethe Hesse, die Tochter des Königlichen Bergfaktors, in Freiberg. Nachdem Direktor Förster 1886 als Hilfsarbeiter in das Finanzministerium berufen worden war, wurde Georgi die verantwortliche Betriebsführung übertragen und er bezog die Direktorenwohnung auf dem Oppelschacht. 1893 wurde ihm die Bezeichnung Betriebsdirektor verliehen. Als Förster 1898 endgültig in das sächsische Finanzministerium berufen wurde, übernahm Georgi die Stellung des Direktors am Königlichen Steinkohlenwerk Zauckerode. Nach dem Tod von Professor Carl Gustav Kreischer sollte Georgi dessen Professur an der Bergakademie Freiberg übernehmen, was er aber wegen eines Halsleidens und häufiger Heiserkeit ablehnen musste. Als das Königliche Steinkohlenwerk 1906 sein 100-jähriges Bestehen feierte, wurde Georgi zum Bergrat ernannt. Am 1. April 1920 trat er in den Ruhestand. Noch während der Vorbereitungen zu seinem Umzug auf die Emser-Allee 21 (heute Goetheallee) erlitt seine Frau einen Schlaganfall, der sie bis zu ihrem Tod am 29. Juni 1925 an den Rollstuhl fesselte. Nach ihrem Tod zog er zu seiner Tochter Gertrud auf die Elisenstraße 1. Ferdinand Max Georgi verstarb am 26. Februar 1940 an den Folgen eines Schlaganfalls und wurde am 1. März 1940 von Zauckeroder Bergleuten in Paradetracht auf dem Trinitatisfriedhof Dresden im Doppelgrab 2C1,24 beigesetzt.

## Leistungen
Georgi gründete während seiner Studienzeit an der Bergakademie Freiberg den wissenschaftlichen Verein „Vorwärts“ und 1875 den wissenschaftlichen Verein „Glückauf“, der 1898 in eine Burschenschaft umgewandelt wurde. Unter Georgis Leitung errang „Glückauf“ bald eine geachtete Stellung an der Bergakademie. Die Fortschritte der Technik im Grubenbetrieb umzusetzen war Georgis ständiges Bestreben. So stellte er diverse Versuche an und verfasste Artikel darüber in den Jahrbüchern für das Berg- und Hüttenwesen im Königreich Sachsen, so zum Beispiel über die Untersuchung und Erprobung neuer Sprengstoffe, die Verwendung der Diamantbohrmaschine mit elektrischem Antrieb, Wasserdämmung und Betonausbau beim Schachtabteufen, elektrische Signalvorrichtungen im Schachtbetrieb, Schmiervorrichtungen an Förderwagen, die Anwendung elektrischer Kraftübertragung im Grubenbetrieb sowie über die Bekämpfung der Kohlenstaubgefahr und des Gebirgsdruckes. 1901 veranlasste er die Bergung der am 19. November 1901 im Grubenfeld des Königin-Carola-Schachtes gefundenen sechs Saurierskelette, die 1925 durch Professor von Huene als Pantelosaurus saxonius beschrieben wurden. Unter Georgis Direktion entstanden 1892/93 der Neubau der Döhlener Wäsche, die Drahtseilbahn für den Haldensturz beim Oppelschacht 1892, elektrische Zentralen beim Albertschacht 1898, beim Oppelschacht 1899 und bei den Carolaschächten 1906 und Koksöfen auf der Döhlener Wäsche. Es wurde 1902/09 der König-Georg-Schacht in Weißig abgeteuft und die Kohlenstaubzusatzfeuerung 1913, Sicherheitslampen 1902 und ortsfeste elektrische Glühlampenbeleuchtung in der Grube ab 1911 eingeführt. Von besonderer Bedeutung war 1909 die Beschaffung einer elektrischen Fördermaschine nach dem Ilgner-System mit Leonhardschaltung für den König-Georg-Schacht.
Besondere Aufmerksamkeit richtete Georgi auf soziale Fragen. So ließ er 1889 Kochanstalten auf den Schächten und der Wäsche errichten, 1895 in Zusammenarbeit mit dem Werksarzt Moritz Fernbacher ein Mannschaftsbrausebad und 1896 ein Heilbad beim Oppelschacht errichten.
Georgi bekleidete mehrere Ehrenämter. So war er 25 Jahre Kirchenvorsteher in Oberpesterwitz und Vorsitzender des Konservativen Vereins im Plauenschen Grunde. 1903 übernahm er den Vorsitz eines Ausschusses zur Errichtung des König-Albert-Denkmals auf dem Windberg, bei dessen Einweihung er am 18. August 1904 die Weiherede hielt.

## Auszeichnungen
Georgi erhielt 1900 den Albrechtsorden 1. Klasse, 1904 den Verdienstorden 1. Klasse, 1916 das Offizierskreuz des Albrechtsordens und 1917 das sächsische Kriegsverdienstkreuz.